# Torneio Touchdown
Torneio Touchdown foi um torneio nacional brasileiro de futebol americano entre equipes de diversos estados do país, cujo formato foi elaborado pelos dirigentes Flávio "Skin" Cardia, do Rio de Janeiro Imperadores, e Mário Lewandowski, do São Paulo Storm, que presidiu o campeonato em 2009. O torneio recebeu seu nome do conselheiro e padrinho André José Adler, ex-narrador da ESPN, que apresentou um programa com o nome similar na Hungria.

## História

### Fundação
O Torneio Touchdown foi apresentado ao público durante o Torneio de Seleções da Associação de Futebol Americano do Brasil (AFAB), em abril de 2009, através da assinatura de um termo de compromisso pelos representantes das dez equipes interessadas. Oito das dez equipes se declararam aptas a participar do Torneio Touchdown 2009.
No dia 13 de dezembro do mesmo ano, o Rio de Janeiro Imperadores se consagrou o primeiro campeão do torneio vencendo o São Paulo Storm por 14 a 7 em Sorocaba, São Paulo.

### Divergências
No ano de 2010, todas as equipes que disputaram o Torneio Touchdown 2009 saíram do campeonato, após seu término, para criar a Liga Brasileira de Futebol Americano (LBFA) devido a divergências com o padrinho André José Adler, que manteve o direito de uso do nome do Torneio Touchdown e se comprometeu a realizá-lo novamente com outras equipes.  
O Torneio de 2010 teve sete equipes de cinco estados (São  Paulo, Espirito Santo, Rio de Janeiro, Paraná, e Santa Catarina), potencializado pela final que foi disputada no Estádio Vila Belmiro, em Santos.

### Unificação
Em 2016, a Confederação Brasileira de Futebol Americano (CBFA) publicou uma nota oficial sobre o fim do Torneio Touchdown e a unificação das equipes em um único campeonato nacional, contando também com as 16 equipes do Torneio Touchdown de 2015.
A CBFA também reconheceu os títulos do torneio como títulos de campeonatos brasileiros.

## Histórico de participações
| 2009                       | 2010                    | 2011                     | 2012                      | 2013                      | 2014                      | 2015                     |
| -------------------------- | ----------------------- | ------------------------ | ------------------------- | ------------------------- | ------------------------- | ------------------------ |
| Barigui Crocodiles         | Curitiba Hurricanes     | ABC Corsários            | ABC Corsários             | Botafogo Challengers      | Botafogo Challengers      | Botafogo Challengers     |
| Cuiabá Arsenal             | Jaraguá Breakers        | Botafogo Mamutes         | Antares FA                | Botafogo FA               | Botafogo Reptiles         | Botafogo Reptiles        |
| Curitiba Brown Spiders     | Ponta Grossa Phantoms   | Corinthians Steamrollers | Botafogo Mamutes          | Brasília V8               | Brasília V8               | Corinthians Steamrollers |
| Joinville Gladiators       | Vasco da Gama Patriotas | Curitiba Predadores      | Brasília V8               | Campo Grande Gravediggers | Campo Grande Gravediggers | Flamengo FA              |
| Rio de Janeiro Imperadores | São José Istepôs        | Curitiba Hurricanes      | Campo Grande Gravediggers | Juventude Gladiators      | Corinthians Steamrollers  | Jaraguá Breakers         |
| São Paulo Storm            | São Paulo Spartans      | Corupá Buffalos          | Corinthians Steamrollers  | Corinthians Steamrollers  | Flamengo FA               | Juventude FA             |
| Sorocaba Vipers            | Vila Velha Tritões      | Jaraguá Breakers         | Ipatinga Tigres           | Flamengo FA               | Ipatinga Tigres           | Lusa Lions               |
| Tubarões do Cerrado        |                         | Palmeiras Locomotives    | Jaraguá Breakers          | Ipatinga Tigres           | Jaraguá Breakers          | Minas Locomotiva         |
|                            | Ponta Grossa Phantoms   | Lusa Lions               | Jaraguá Breakers          | Juventude FA              | Paraná HP                 |                          |
| Ribeirão Preto Challengers | Palmeiras Locomotives   | Lusa Lions               | Lusa Lions                | Rio Branco FA             |                           |                          |
| Santos Tsunami             | Porto Alegre Bulls      | Minas Locomotiva         | Minas Locomotiva          | Santos Tsunami            |                           |                          |
| Timbó Rhinos               | Botafogo Challengers    | Porto Alegre Bulls       | Paraná HP                 | Timbó Rex                 |                           |                          |
| Tubarões do Cerrado        | Santos Tsunami          | Salvador All Saints      | Santos Tsunami            | Tubarões do Cerrado       |                           |                          |
| Uberlândia Lobos           | Timbó Rex               | Santos Tsunami           | São José Bulls            | UFPR Brown Spiders        |                           |                          |
| Vasco da Gama Patriotas    | Tubarões do Cerrado     | Timbó Rex                | Timbó Rex                 | Vasco da Gama Patriotas   |                           |                          |
| Vila Velha Tritões         | Uberlândia Lobos        | Tubarões do Cerrado      | Tubarões do Cerrado       | Vila Velha Tritões        |                           |                          |
| São Paulo Sharks           | Vasco da Gama Patriotas | Uberlândia Lobos         | Uberlândia Lobos          |                           |                           |                          |
|                            | Vila Velha Tritões      | Vasco da Gama Patriotas  | Vasco da Gama Patriotas   |                           |                           |                          |
|                            | Vila Velha Tritões      | Vila Velha Tritões       |                           |                           |                           |                          |
| Vitória Antares            | Vitória Antares         |                          |                           |                           |                           |                          |

## Edições
| Ano           | Classificação Final          | Classificação Final          | Classificação Final          | Classificação Final     | Classificação Final     |
| Ano           | Campeão                      | Vice-campeão                 | Terceiro Colocado            | Quarto Colocado         | Número de Participantes |
| ------------- | ---------------------------- | ---------------------------- | ---------------------------- | ----------------------- | ----------------------- |
| 2009 Detalhes | Rio de Janeiro Imperadores   | São Paulo Storm              | Cuiabá Arsenal               | Barigui Crocodiles[CRO] | 8                       |
| 2010 Detalhes | Vila Velha Tritões           | Vasco da Gama Patriotas[PAT] | Curitiba Hurricanes          | São José Istepôs        | 7                       |
| 2011 Detalhes | Corinthians Steamrollers     | Vila Velha Tritões           | Vasco da Gama Patriotas[PAT] | Botafogo Mamutes        | 17                      |
| 2012 Detalhes | Corinthians Steamrollers     | Vasco da Gama Patriotas[PAT] | Vila Velha Tritões           | Timbó Rex               | 18                      |
| 2013 Detalhes | Jaraguá Breakers             | Flamengo FA[IMP]             | Vasco da Gama Patriotas[PAT] | Vila Velha Tritões      | 20                      |
| 2014 Detalhes | Vasco da Gama Patriotas[PAT] | Timbó Rex                    | Paraná HP                    | Botafogo Reptiles       | 20                      |
| 2015 Detalhes | Timbó Rex                    | Vasco da Gama Patriotas[PAT] | Vila Velha Tritões           | Flamengo FA[IMP]        | 16                      |